# Divine Oladipo
Divine Oladipo (* 5. Oktober 1998) ist eine britische Leichtathletin, welche sich auf das Kugelstoßen und den Diskuswurf spezialisiert hat.

## Sportliche Laufbahn
Erste internationale Erfahrungen sammelte Divine Oladipo im Jahr 2015, als sie bei den Commonwealth Youth Games in Apia mit einer Weite von 12,71 m den neunten Platz im Kugelstoßen belegte, während sie im Diskusbewerb mit 42,44 m auf den vierten Platz gelangte. Zwei Jahre später nahm sie an den U20-Europameisterschaften im italienischen Grosseto teil und startete dort sowohl im Kugelstoßen als auch im Diskuswurf. Während sie im Diskuswurf mit 46,11 m bereits in der Qualifikation scheiterte, qualifizierte sie sich für das Kugelstoß-Finale und verpasste dort mit einer Weite von 16,03 Metern als Vierte eine Medaille. Ein Jahr später startete sie erstmals bei den britischen Leichtathletik-Meisterschaften, wo sie im Kugelstoßen mit einer Weite von 16,16 Metern den vierten Platz belegte. Im Diskuswurf belegte sie den siebten Platz. Im Kugelstoßen qualifizierte sich die Britin für die Leichtathletik-Europameisterschaften 2018 in Berlin. In der Qualifikation erreichte sie nur eine Weite von 15,78 Metern und konnte sich damit nicht für das Finale qualifizieren. 2019 wurde sie bei den U23-Europameisterschaften in Gävle mit 16,79 m Vierte im Kugelstoßen.

## Persönliche Bestleistungen
- Kugelstoßen: 17,37 m, 24. Mai 2018 in Tampa
  - Kugelstoßen (Halle): 16,88 m, 2. Februar 2019 in Boston
- Diskuswurf: 54,23 m, 26. April 2018 in Philadelphia